# Сосьва Новая
Сосьва Новая — посёлок в Серовском районе Свердловской области России. Входит в Сосьвинский муниципальный округ. Станция Свердловской железной дороги.

## Географическое положение
Сосьва Новая расположена в лесах в 6 километрах (8 километрах по автодороге) к юго-западу от посёлка Сосьва и в 86 километрах (100 километрах по автодороге) к юго-востоку от города Серова. В 3 километрах к югу от посёлка протекает река Сосьва.
В посёлке находится станция Сосьва Новая Свердловской железной дороги на линии Серов — Алапаевск. Вблизи южной окраины посёлка проходит автодорога Серов — Сосьва — Гари.

## Население
| 2002 | 2010 | 2021 |
| ---- | ---- | ---- |
| 75   | ↘21  | ↘6   |